# 非藥物干預
非药物干预是指人們通過药物治疗以外的方式促進健康，預防、控制以及治療疾病。這些方式包括锻炼，改善睡眠、饮食及行为习惯。